# Silvio Torales
Silvio Gabriel Torales Castillo (ur. 23 września 1991 w Asunción) – paragwajski piłkarz występujący na pozycji środkowego pomocnika, obecnie zawodnik Cerro Porteño.

## Kariera klubowa
Torales pochodzi ze stołecznego Asunción i jest wychowankiem akademii juniorskiej tamtejszego zespołu Club Nacional. Do pierwszej drużyny został włączony jako osiemnastolatek przez szkoleniowca Evera Hugo Almeidę i w paragwajskiej Primera División zadebiutował 21 lutego 2010 w zremisowanym 0:0 spotkaniu z Olimpią. Mimo młodego wieku od razu został kluczowym graczem linii pomocy, a w przeciągu kolejnych kilkunastu miesięcy zapracował na miano jednego z czołowych zawodników ligi paragwajskiej. Premierowego gola w najwyższej klasie rozgrywkowej strzelił 7 sierpnia 2010 w wygranej 4:1 konfrontacji ze Sportivo Trinidense, natomiast w wiosennym sezonie Apertura 2011 zdobył z Nacionalem tytuł mistrza Paragwaju. Półtora roku później, podczas jesiennych rozgrywek Clausura 2012, zanotował natomiast wicemistrzostwo kraju, zaś w sezonie Apertura 2013 zdobył kolejny tytuł mistrzowski. W 2014 roku jako podstawowy gracz dotarł natomiast do finału najbardziej prestiżowych rozgrywek Ameryki Południowej – Copa Libertadores, zaś ogółem w Nacionalu grał przez pięć lat.
Wiosną 2015 Torales został zawodnikiem meksykańskiego klubu Pumas UNAM ze stołecznego miasta Meksyk. W tamtejszej Liga MX zadebiutował 11 stycznia 2015 w zremisowanym 1:1 meczu z Querétaro. Przez pierwsze pół roku pełnił rolę rezerwowego, jednak nie spełnił pokładanych w nim nadziei, wobec czego został relegowany do roli głębokiego rezerwowego. Jedynego gola w lidze meksykańskiej strzelił 13 grudnia 2015 w drugim meczu finałowym rozgrywek z Tigres UANL (4:1), po którym ekipa Pumas wywalczyła wicemistrzostwo kraju w sezonie Apertura 2015. Równocześnie grał regularnie w rozgrywkach krajowego pucharu (Copa MX), zostając ich królem strzelców z pięcioma golami na koncie. Bezpośrednio po tym, wobec sporadycznych występów, powrócił do ojczyzny, na zasadzie wypożyczenia zasilając stołecznego giganta – zespół Cerro Porteño.
| Sezon     | Klub          | Kraj     | Rozgrywki        | Mecze | Bramki |
| --------- | ------------- | -------- | ---------------- | ----- | ------ |
| 2010      | Club Nacional | Paragwaj | Primera División | 30    | 2      |
| 2011      | Club Nacional | Paragwaj | Primera División | 42    | 3      |
| 2012      | Club Nacional | Paragwaj | Primera División | 40    | 3      |
| 2013      | Club Nacional | Paragwaj | Primera División | 38    | 7      |
| 2014      | Club Nacional | Paragwaj | Primera División | 30    | 11     |
| 2014/2015 | Pumas UNAM    | Meksyk   | Liga MX          | 14    | 0      |
| 2015/2016 | Pumas UNAM    | Meksyk   | Liga MX          | 3     | 1      |
| 2016      | Cerro Porteño | Paragwaj | Primera División |       |        |

## Kariera reprezentacyjna
W seniorskiej reprezentacji Paragwaju Torales zadebiutował za kadencji selekcjonera Gerardo Martino, 25 maja 2011 w przegranym 2:4 meczu towarzyskim z Argentyną.